# Daniel Balavoine
Daniel Balavoine (Alençon, 5 febbraio 1952 – Rharous, 14 gennaio 1986) è stato un cantautore francese.

## Biografia
Fu un rappresentante ampiamente popolare della musica francese ed ispirò molti cantanti degli anni 80 come Jean-Jacques Goldman e Michel Berger, il suo amico più stretto.
Prese anche parte alla vita politica francese; viene ricordato per il suo confronto verbale del 1980 con François Mitterrand.

### Morte
Nel 1986 fu invitato dall'amico Thierry Sabine ad assistere alla Parigi-Dakar. Era a bordo di un elicottero assieme a Sabine e ad altre tre persone, quando questo precipitò. Non ci furono superstiti.

## Discografia

### Album in studio
- 1975 - De vous à elle en passant par moi (1975)
- 1977 - Les aventures de Simon et Gunther... Stein (1977)
- 1978 - Le chanteur
- 1979 - Face amour / Face amère
- 1980 - Un autre monde
- 1982 - Vendeurs de larmes
- 1983 - Loin de yeux de l'Occident
- 1985 - Sauver l'amour

### Album dal vivo
- 1981 - Sur scène
- 1984 - Au palais des sports
- 1993 - Olympia 1981

### Compilation
- 1986 - Ses 7 premières compositions
- 1999 - L'essentiel
- 2005 - Sans frontières

### Altri lavori
- 1974 - Chrysalide
- 1973 - Patrick Juvet vous raconte son rêve
- 1978 - Starmania
- 1983 - Abbacadabra
- 1984 - Catherine Ferry

## Filmografia
- Alors... Heureux ? (1980)
- Qu'est-ce qui fait craquer les filles... (1982)